# Ruino
Ruino é uma comuna italiana da região da Lombardia, província de Pavia, com cerca de 811 habitantes. Estende-se por uma área de 21 km², tendo uma densidade populacional de 39 hab/km². Faz fronteira com Borgoratto Mormorolo, Caminata (PC), Canevino, Fortunago, Montalto Pavese, Nibbiano (PC), Rocca de' Giorgi, Val di Nizza, Valverde, Zavattarello.

## Demografia
| Variação demográfica do município entre 1861 e 2011                               |
|                                                                                   |
| Fonte: Istituto Nazionale di Statistica (ISTAT) - Elaboração gráfica da Wikipedia |